# Ikuo Yamahana

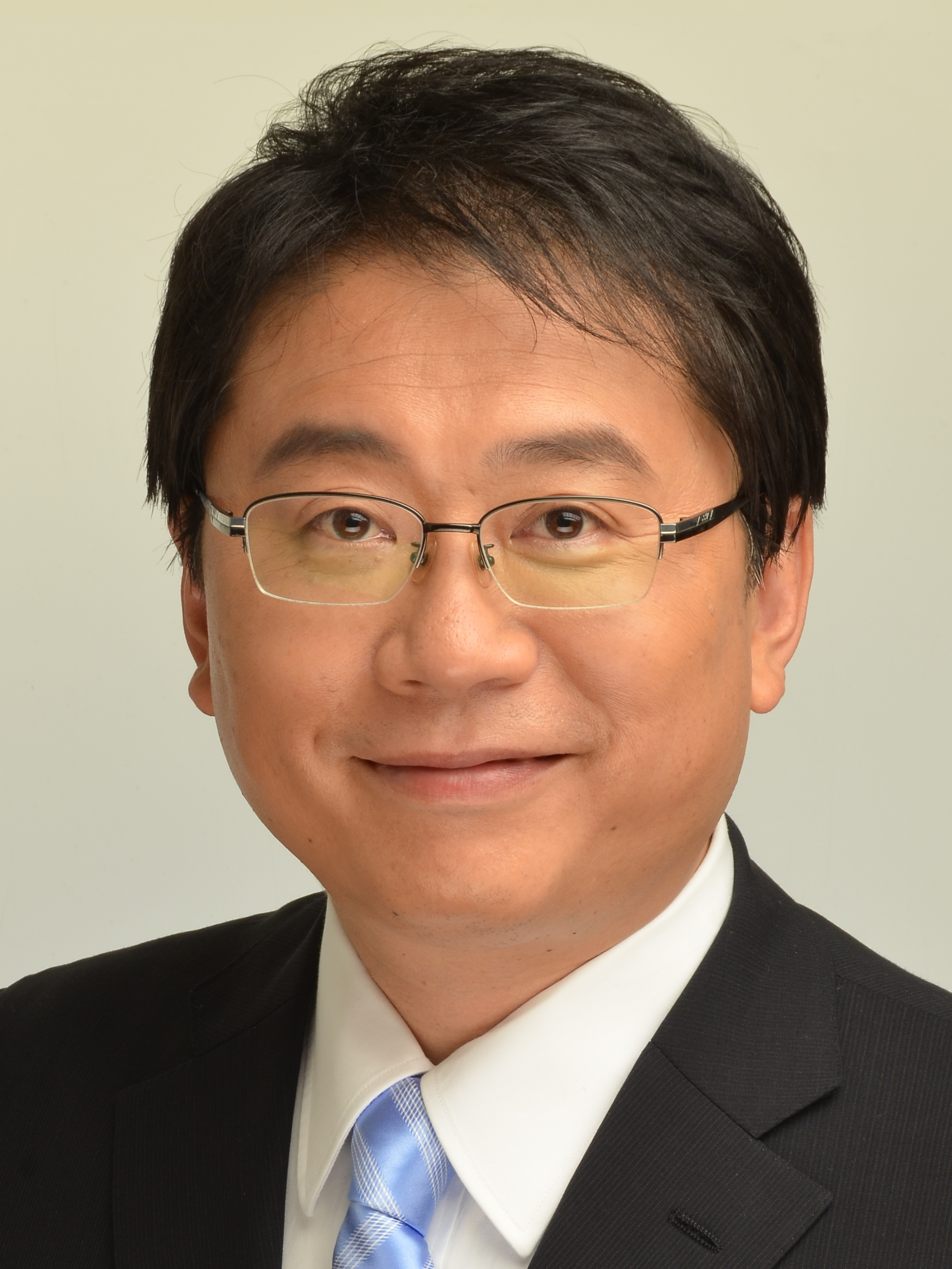
Yamahana 2012 als Justizstaatssekretär

Ikuo Yamahana (jap. 山花 郁夫 Yamahana Ikuo; * 18. Januar 1967 in der Stadt Chōfu, Präfektur Tokio) ist ein japanischer Politiker, Abgeordneter im japanischen Unterhaus für den Wahlkreis Tokio 22 und ehemaliger Staatssekretär. Seit 2017 gehört er zur Konstitutionell-Demokratischen Partei.
Ikuo Yamahana, der Enkel des SPJ-Abgeordneten Hideo Yamahana und Sohn des SPJ-Abgeordneten, -Parteivorsitzenden und Ministers Sadao Yamahana (zuletzt zur Demokratischen Partei), studierte an der rechtswissenschaftlichen Fakultät der Ritsumeikan-Universität. Bis 1999 arbeitete er für das Rechtsschulungsunternehmen LEC Tōkyō Legal Mind. Nach dem Tod seines Vaters 1999 wechselte er in die aktive Politik. Bei der Unterhauswahl 2000 kandidierte Yamahana für die Demokratische Partei im 22. Wahlkreis Tokio, zu dem Chōfu gehört. Sein Vater hatte den Wahlkreis als Demokrat 1996 knapp an Tatsuya Itō (NFP) verloren, aber bei der neuen Verhältniswahl einen Sitz behalten. Ikuo Yamahana gewann 2000 gegen fünf Kandidaten, 2003 wurde er wiedergewählt. Bei der „Postprivatisierungswahl“ 2005 unterlag Yamahana deutlich Tatsuya Itō, der sich 1998 der LDP angeschlossen hatte.
2009 gewann er den Wahlkreis wieder zurück. In der folgenden Regierungszeit der Demokraten war er von 2010 bis 2011 für das umgebildete Kabinett Kan parlamentarischer Sekretär im Außenministerium, 2012 für die letzte Umbildung des Kabinetts Noda Vizeminister im Justizministerium. Bei den folgenden Wahlen 2012 und 2014 unterlag er Itō im Wahlkreis 22 klar. Mit der Demokratischen Partei kam er 2016 zur Demokratischen Fortschrittspartei. Vor der Unterhauswahl 2017 schloss er sich der abgespaltenen Konstitutionell-Demokratischen Partei an. Für diese unterlag er im Wahlkreis 22 abermals Itō, aber knapper als bei den vorangegangenen Wahlen, und gewann mit seinem Wahlkreisergebnis den vierten und letzten Verhältniswahlsitz der KDP im Block Tokio. Bei der Wahl 2021, als zwar die KPJ erstmals auf eine Nominierung im Wahlkreis 22 verzichtete, aber die linke Reiwa Shinsengumi eine Kandidatin aufstellte, unterlag er Itō um fast sieben Prozentpunkte und landete damit bei der Verhältniswahl nur auf dem KDP-Listenplatz 5 bei vier Verhältniswahlsitzen für die KDP.
Bei der Unterhauswahl 2024 setzte sich Yamahana erneut knapp gegen Itō durch.